# Шудьё, Рене-Пьер
Рене́-Пьер Шудьё (фр. René-Pierre Choudieu; 20 сентября 1761 года, Анже — 9 декабря 1838 года, Париж) — французский политический деятель периода Великой революции.

## Биография
До революции служил в артиллерии. Когда пришла весть о взятии Бастилии, вместе с друзьями составил отряд волонтёров и завладел Анжерским замком.
В 1790 году стал публичным обвинителем в департаменте Мена и Луары. Как депутат от того же департамента в законодательном собрании, принимал участие в военном комитете.
23 июля 1792 года прочёл с трибуны петицию своих избирателей, требовавшую низложения Людовика XVI. В конвенте примкнул к партии Горы и голосовал за казнь короля.
В 1793 году республиканское правительство поручало ему различные военные операции. После 9-го термидора недолго был начальником отделения военного министерства при Бернадотте; все остальное время до 1814 года провёл в изгнании в Голландии.
Вернувшись во Францию, он в 1816 году снова подвергся проскрипции, как цареубийца, и удалился в Брюссель, где жил в крайней бедности. После июльской революции опять вернулся во Францию.

## Творчество
В последние годы жизни работал над «Историей революции»; его заметки останавливаются на 16 марта 1793 года «Revue de la Révolution» Bord’a опубликовала некоторые выдержки из его «Notes».